# Midnight Club: Street Racing
Midnight Club: Street Racing è un gioco di corse arcade, sviluppato da Angel Studios (ora Rockstar San Diego) e pubblicato da Rockstar Games. Il gioco è basato su corse su strada, in seguito rese popolari dal film di Fast and Furious. Il gioco è disponibile per PlayStation 2 e Game Boy Advance.

## Trama
Un misterioso gruppo di piloti di strada conosciuto come Midnight Club che organizza corse, trucca auto, ecc. Come un normale tassista di New York, il giocatore viene a conoscenza di questo club segreto e decide di unirsi a loro. Il giocatore inizia con un'auto relativamente non modificata e veicoli lenti. Attraverso una serie di gare, ognuna con diversi obiettivi, si dovranno affrontare piloti sempre più forti. L'obiettivo finale è quello di sconfiggere il campione del mondo, che si rivela essere una giovane donna giapponese di nome Anika il cui padre produce concept car in Giappone. Il giocatore deve essere l'unica persona a batterla in una gara che vede la sua identità e diventa il Campione del Mondo del Midnight Club, riuscendo a vincere la sua concept car. Anika tornerà così in Giappone.

## Città
I giocatori correranno attraverso le città di Londra e New York. Per gli standard moderni, le città sono molto meno dettagliate rispetto alle loro controparti reali, ma sono molto dettagliati e di grandi dimensioni per essere un gioco di quel periodo. Entrambe le città sono progettate per lo scenario di corse cittadine. Ogni città contiene punti di riferimento delle rispettive controparti reali. Alcuni dei punti di riferimento visibili a Londra includono: Trafalgar Square, il Palazzo di Westminster con il Big Ben e il Tower Bridge. New York, invece include punti di riferimento come: Times Square, l'Empire State Building, il World Trade Center, il Rockefeller Center, United Nations Plaza, Plaza Hotel, il Madison Square Garden, Washington Square Park, Wall Street, e il famoso Central Park

## Multiplayer
La modalità multiplayer è composta solo da "cattura la bandiera" che si può fare con 2 o più controller.